# Герб Нового Уренгоя
Герб муниципального образования город Но́вый Уренго́й Ямало-Ненецкого автономного округа Тюменской области Российской Федерации — является официальным символом муниципального образования город Новый Уренгой.
Ныне действующий герб Нового Уренгоя утверждён решением № 310 Городской Думы муниципального образования город Новый Уренгой 28 августа 2008 года.
Герб внесён в Государственный геральдический регистр Российской Федерации с присвоением регистрационного номера 174.

## Описание герба
«В лазоревом (синем, голубом) поле белая (серебряная) полярная сова с опущенными крыльями; поверх неё в оконечности — три серебряных жезла, из которых два в верхней части разогнуты в стороны и завершены золотыми огнями, также направленными в стороны, а средний — короче боковых и также завершён золотым огнём».

Герб города Новый Уренгой в соответствии с «Методическими рекомендациями по разработке и использованию официальных символов муниципальных образований», утверждёнными Геральдическим советом при Президенте Российской Федерации 28 июня 2006 года (гл. VIII, п. 45), может воспроизводиться со статусной короной установленного образца.

## Символика герба
Герб города Новый Уренгой отражает его экономические и географические особенности.
Полярная сова — символ животного мира Приполярья, отражает расположение города недалеко от Полярного круга.
Золотые языки пламени, вырывающиеся из трубок — символ Уренгойского газоконденсатного месторождения, давшего начало жизни городскому посёлку в 1973 году (город с 1980 г.).
Лазурное (голубое) поле герба символизирует ясное небо, чистоту здешних озёр и рек.
Лазурь — символ возвышенных устремлений, искренности, преданности, возрождения.
Золото — символ высшей ценности, величия, великодушия, богатства, урожая.
Серебро — символ чистоты, ясности, открытости, божественной мудрости, примирения.

## История герба

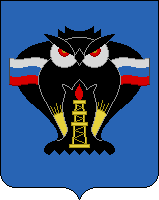
Герб Нового Уренгоя (1995 год)

Первый вариант герба города Новый Уренгой был утверждён 17 июня 1995 года решением № 14 городского собрания полномочных представителей муниципального образования город Новый Уренгой.Автором герба является известный художник Ансаров Нарзаде.
Описание герба и его символики в Положении о гербе гласило: «Герб составлен по определённым геральдическим правилам и выполнен средствами знаково-геральдической системы:
а) центральная часть — на голубом поле белая, серебристая полярная сова, крылья которой выполнены с изображением государственного флага Российской Федерации;
б) нижняя часть — газодобывающая белая, серебристая буровая вышка на фоне полярного солнца;
в) верхняя часть — на рубиновом фоне серебристыми буквами название города Новый Уренгой».
28 ноября 1996 года решением № 88 городского собрания депутатов муниципального образования город Новый Уренгой были внесены изменения в Положение о гербе города.
Описание герба было записано следующим образом: «Герб составлен по определённым геральдическим правилам, выполнен средствами знаково-геральдической системы:
а) центральная часть — на голубом поле белая, серебристая полярная сова с опущенными крыльями;
б) нижняя часть — золотистые языки пламени, обращённые по одному влево, вверх и вправо».
24 ноября 2005 года Решением № 75 Городской Думы муниципального образования город Новый Уренгой «О внесении изменений в Положение о порядке и правилах использования герба города Новый Уренгой, утверждённое решением городского Собрания депутатов города Новый Уренгой от 28 ноября 1996 года № 88» были вновь внесены изменения в описание герба.
Описание герба стало следующим: «Городской герб отражает в своём геральдическом рисунке хозяйственную деятельность города, его место в политической жизни государства, территориальные, природные и исторические особенности.
Герб составлен по определённым геральдическим правилам и выполнен средствами знаково-геральдической системы: — центральная часть — на голубом поле белая, серебристая полярная сова с опущенными крыльями; — нижняя часть — золотистые языки пламени, обращённые по одному влево, вверх и вправо».
28 августа 2008 года Решением Городской Думы муниципального образования «город Новый Уренгой» № 310 было утверждено новое Положение о гербе муниципального образования город Новый Уренгой. В Положении было дано геральдическое описание герба и его символики.
Акты, утверждавшие городской герб (решения от 17.6.1995, 28.11.96, 24.11.2005), были признаны утратившими силу.